# Liparetrus discoidalis
Liparetrus discoidalis är en skalbaggsart som beskrevs av Macleay 1864. Liparetrus discoidalis ingår i släktet Liparetrus och familjen Melolonthidae. Inga underarter finns listade i Catalogue of Life.